# I fordom tid uppå Nilen sam
I fordom tid uppå Nilen sam är en barnpsalm författad av evangelisten i Helgelseförbundet Emil Gustafson. Det är en berättande psalm, som har fem 7-radiga verser. Den har ingen refräng.

## Publicerad i
- Hjärtesånger, som nr 255 under rubriken Barnsånger med titeln Mose.